# Veseris
Veseris var en av ausonernas städer. Enligt historieskrivaren Titus Livius låg staden på vulkanen Vesuvius sluttningar i nuvarande Kampanien, Italien. I närheten av Veseris utkämpades slaget vid Veseris. Under latinska kriget 340 f.Kr. - 338 f.Kr. allierade sig ausoner och aurunker med samniterna mot romarna. Romarna slog ner revolten som fick till följd att de ausoniska städerna, förutom Veseris även Ausona, Vescia-Sessa, Minturnae, och Sinuessa förstördes och ausonerna romaniserades.